# Melissa Barrera

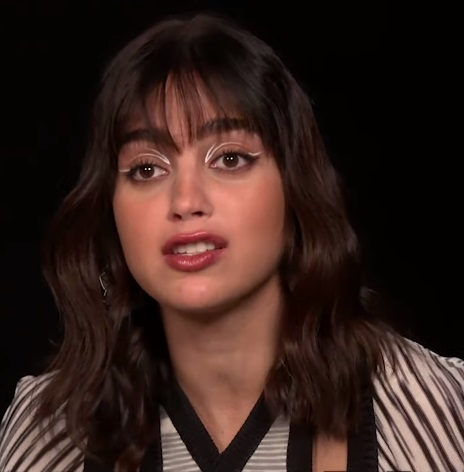
Melissa Barrera (2023)

Melissa Barrera Martínez (* 4. Juli 1990 in Monterrey, Nuevo León) ist eine mexikanische Schauspielerin.

## Leben
Melissa Barrera stammt aus Monterrey in Mexiko, wo sie die American School Foundation of Monterrey absolvierte. Während der Schulzeit sammelte sie erste Musicalerfahrungen und nahm an Schulaufführungen teil. Eine Musicalausbildung erhielt sie an der Tisch School der New York University.
2011 nahm sie an 9. Staffel der mexikanischen Musiktalenteshow La Academia von TV Azteca teil. Im Folgejahr hatte sie erste Episodenrollen in den Telenovelas La otra cara del Alma und La mujer de Judas desselben Senders. Durchgehende Serienrollen hatte sie 2014 in den TV-Azteca-Telenovelas Siempre Tuya Acapulco als Olvido Pérez von und 2015 in Tanto Amor als Mía González.
In der dritten Staffel der Netflix-Serie Club de Cuervos war sie 2017 als Isabel Cantú zu sehen. Von 2018 bis 2020 spielte sie in der Fernsehserie Vida des Senders  Starz die Hauptrolle der Lyn Hernandez. In der deutschsprachigen Fassung wurde sie in der ersten Staffel von Kaya Marie Möller und in der zweiten und dritten Staffel von Patrizia Carlucci synchronisiert. 2020 erhielt sie eine Rolle im fünften Teil der Scream-Filmreihe.
Im 2021 veröffentlichten Musicalfilm In the Heights von Jon M. Chu verkörperte sie an der Seite von Anthony Ramos die Rolle der Vanessa. Außerdem stand sie Anfang 2021 für Dreharbeiten zum Musikfilm Carmen von Benjamin Millepied an der Seite von Paul Mescal vor der Kamera. Barrera übernahm darin die Titelrolle. In der Survival-Thriller-Serie Keep Breathing (2022) von Netflix hatte sie als Anwältin Liv eine Hauptrolle. Im selben Jahr spielte sie im Horrorfilm Bed Rest von Lori Evans Taylor die schwangere Julie, die beginnt, Geister zu sehen.
2019 heiratete sie den Musiker Paco Zazueta, der 2011 ebenfalls an der Talenteshow La Academia teilnahm und den sie im Zuge der Sendung kennenlernte.

## Kontroversen
Im November 2023 verlor sie ihre Hauptrolle in der Scream-Filmreihe, nachdem sie im Zuge des Krieges in Israel und Gaza von „Konzentrationslagern“ und „ethnischen Säuberungen“ sprach. Das Produktionsstudio Spyglass kritisierte die Aussagen als antisemitisch und sprach von einer „Verfälschung des Holocaust“. Einen Tag später gab sie ein Statement ab, in dem sie sich gegen Antisemitismus und Islamophobie aussprach.

## Filmografie (Auswahl)
- 2011: La Academia
- 2012–2013: La otra cara del Alma (Fernsehserie, sechs Episoden)
- 2012: La mujer de Judas (Fernsehserie, drei Episoden)
- 2014: L for Leisure
- 2014: Siempre Tuya Acapulco (Fernsehserie, 124 Folgen)
- 2015: Tanto Amor (Fernsehserie, 119 Folgen)
- 2016: Manual de principiantes para ser presidente
- 2016: El Hotel
- 2016–2017: Perseguidos (Fernsehserie, elf Folgen)
- 2017: Club de Cuervos (Fernsehserie, acht Folgen)
- 2018: Sacudete Las Penas
- 2018: Dos Veces Tú
- 2018–2020: Vida (Fernsehserie, 20 Folgen)
- 2020: Acting for a Cause – Pride and Prejudice (Fernsehserie)
- 2021: All the World Is Sleeping
- 2021: In the Heights
- 2022: Scream
- 2022: Keep Breathing (Fernsehserie, sechs Folgen)
- 2022: Carmen
- 2022: Bed Rest
- 2023: Scream VI
- 2024: Your Monster
- 2024: Abigail

## Auszeichnungen und Nominierungen
Satellite Awards
- 2021: Nominierung in der Kategorie Beste Hauptdarstellerin – Komödie oder Musical für In the Heights[18]